# Miguel González Burgos
Miguel González Burgos (Valladolid, 20 de marzo de 1999)  es un jugador de baloncesto español, que ocupa la posición de alero. Actualmente milita en el Casademont Zaragoza de la liga ACB.

## Biografía
Miguel González Burgos formó en las filas del CB Valladolid y tras jugar una temporada en liga EBA en las filas del Fundación Baloncesto Valladolid, jugaría dos campañas (sus dos años de junior) en el Club Baloncesto Ciudad de Valladolid de LEB Plata con el equipo de su ciudad natal.
En verano de 2017, logra el ascenso con Club Baloncesto Ciudad de Valladolid a la Liga LEB Oro y más tarde, se compromete con el Saski Baskonia.
En noviembre de 2017, debuta en la Liga ACB en las filas del Saski Baskonia.
En verano de 2020 es cedido al Real Canoe de Liga LEB Oro, en busca de minutos para seguir formándose y creciendo como jugador.
El 10 de agosto de 2021, firma por el Força Lleida Club Esportiu de la LEB Oro y formaría parte de la plantilla a las órdenes de Gerard Encuentra durante la temporada 2021-22 y 2022-23.
El 16 de julio de 2023 ficha por Casademont Zaragoza de la liga ACB.

## Palmarés
- 2017. España. Europeo Sub-18, en Bratislava (Eslovaquia). Plata
- 2019. España. Europeo sub-20 en Israel. Plata
- Campeón de la Liga ACB 2019-2020 (Saski Baskonia).